# Indische Cricket-Nationalmannschaft in England in der Saison 1982
Die Tour der indischen Cricket-Nationalmannschaft nach England in der Saison 1982 fand vom 2. Juni bis zum 13. Juli 1982 statt. Die internationale Cricket-Tour war Bestandteil der Internationalen Cricket-Saison 1982 und umfasste drei Tests und zwei ODIs. England gewann die Test-Serie 1–0, während Indien die ODI-Serie 2–0 gewann.

## Vorgeschichte
Für beide Teams war es die erste Tour der Saison.
Das letzte Aufeinandertreffen der beiden Mannschaften bei einer Tour fand in der Saison 1981/82 in Indien statt.

## Stadien
Die folgenden Stadien wurden für die Tour als Austragungsort vorgesehen.
| Stadion                     | Stadt      | Kapazität | Spiele          |
| --------------------------- | ---------- | --------- | --------------- |
| Headingley Stadium          | Leeds      | 17.000    | 1. ODI          |
| The Oval                    | London     | 23.500    | 3. Test; 3. ODI |
| Lord’s Cricket Ground       | London     | 30.000    | 1. Test         |
| Old Trafford Cricket Ground | Manchester | 19.000    | 2. Test         |

## Kaderlisten
| Test | Test | ODI | ODI |
| England | Indien | England | Indien |
| --- | --- | --- | --- |
| - Paul Allott - Ian Botham - Nick Cook - Phil Edmonds - David Gower - Allan Lamb - Geoff Miller - Derek Pringle - Derek Randall - Chris Tavare - Paul Taylor - Bob Willis | - Kapil Dev - Dilip Doshi - Sunil Gavaskar - Syed Kirmani - Madan Lal - Ashok Malhotra - Suru Nayak - Ghulam Parkar - Sandeep Patil - Yashpal Sharma - Ravi Shastri - Dilip Vengsarkar - Sadanand Viswanath | - Paul Allott - Ian Botham - Graham Dilley - David Gower - Allan Lamb - Geoff Miller - Derek Randall - Chris Tavare - Paul Taylor - Bob Willis - Barry Wood | - Kapil Dev - Sunil Gavaskar - Syed Kirmani - Madan Lal - Ashok Malhotra - Suru Nayak - Ghulam Parkar - Sandeep Patil - Yashpal Sharma - Ravi Shastri - Dilip Vengsarkar - Sadanand Viswanath |

## One-Day Internationals

### Erstes ODI in Leeds
| 2. Juni Scorecard | Leeds | Indien 193 (55/55)            | – | England 194-1 (50.1/55) |
|                   |       | England gewinnt mit 9 Wickets |   |                         |

### Zweites ODI in London
| 4. Juni Scorecard | London (Oval) | England 276-9 (55/55)        | – | Indien 162-8 (55/55) |
|                   |               | England gewinnt mit 114 Runs |   |                      |

## Tests

### Erster Test in London
| 10. – 15. Juni Scorecard | London (Lord’s) | England 433 (148.1) & 67-3 (19) | – | Indien 128 (50.4) & 369 (111.5) (f/o) |
|                          |                 | England gewinnt mit 7 Wickets   |   |                                       |

### Zweiter Test in Manchester
| 24. – 28. Juni Scorecard | Manchester | England 425 (153.1) | – | Indien 379-8 (104) |
|                          |            | Remis               |   |                    |

### Dritter Test in London
| 8. – 13. Juli Scorecard | London (Oval) | England 594 (173.3) & 191-3d (70.3) | – | Indien 410 (129.2) & 111-3 (36) |
|                         |               | Remis                               |   |                                 |